# Vezzano Ligure
Vezzano Ligure is een gemeente in de Italiaanse provincie La Spezia (regio Ligurië) en telt 7345 inwoners (31-12-2004). De oppervlakte bedraagt 18,4 km², de bevolkingsdichtheid is 409 inwoners per km².

## Demografie
Vezzano Ligure telt ongeveer 3013 huishoudens. Het aantal inwoners daalde in de periode 1991-2001 met 1,8% volgens cijfers uit de tienjaarlijkse volkstellingen van ISTAT.
| Jaar | Inwoneraantal |
| ---- | ------------- |
| 1991 | 7558          |
| 2001 | 7424          |

## Geografie
Vezzano Ligure grenst aan de volgende gemeenten: Arcola, Bolano, Follo, La Spezia, Santo Stefano di Magra, Sarzana.
Ameglia · Arcola · Beverino · Bolano · Bonassola · Borghetto di Vara · Brugnato · Calice al Cornoviglio · Carro · Carrodano · Castelnuovo Magra · Deiva Marina · Follo · Framura · La Spezia · Lerici · Levanto · Maissana · Monterosso al Mare · Ortonovo · Pignone · Porto Venere · Riccò del Golfo di Spezia · Riomaggiore · Rocchetta di Vara · Santo Stefano di Magra · Sarzana · Sesta Godano · Varese Ligure · Vernazza · Vezzano Ligure · Zignago
1. ↑  https://demo.istat.it/?l=it.